# گنگ بنگ
گَنگ بَنگ (به انگلیسی: gang bang) نام عملی است که فرد در حین آمیزش جنسی به اجرای اعمال دیگر جنسی برای اشخاص دیگر نیز می‌پردازد. در صورتی که فرد تمایلی به انجام این کار نداشته باشد و وادار شده باشد این عمل گنگ رِیپ (به انگلیسی: gang rape) خوانده می‌شود که نوعی از تجاوز جنسی است.
از سال ۱۹۸۰ به بعد این عمل در فیلم‌های پورن به نمایش درآمد اما در بیشتر مواقع در این فیلم‌ها تعداد مردان حاضر بین شش تا دوازده مرد بوده‌است در حالیکه حداقل آن سه مرد بوده‌است (به حضور دو مرد تگ تیم گفته می‌شود). در گنگ بنگ معمولاً تعداد مردان از زنان بیشتر است ولی اگر تعداد زنان بیشتر باشد به آن ریوِرس گنگ بنگ (به انگلیسی: reverse gangbang) گویند و اگر این زنان سلطه‌گر باشند به آن فِمدام گنگ بنگ (به انگلیسی: femdom gangbang) گویند. بوکاکی نوعی گنگ بنگ است که منشأ آن ژاپن است و بر روی شخص مرکزی که توسط شرکت کنندگان مرد انزال می‌شود تمرکز دارد.

## در پورنوگرافی
اگرچه از دهه ۱۹۸۰ فیلم‌های پورنوگرافی گنگ بنگ متعددی وجود داشته‌است، اما معمولاً بیش از شش تا دوازده مرد را شامل نمی‌شد. با این حال، با انتشار بزرگ‌ترین گنگ بنگ جهان (۱۹۹۵) با اجرای آنابل چونگ، صنعت پورنوگرافی شروع به تولید مجموعه‌ای از فیلم‌هایی کرد که ظاهراً رکوردهای جدید گنگ بنگ برای اکثر اعمال جنسی متوالی در یک بازه کوتاه توسط یک نفر را ثبت نموده و رکوردهای قبلی را بشکند.
این نوع فیلم‌ها از نظر مالی بسیار موفق بوده و جوایز ای‌وی‌ان را برای پرفروش‌ترین فیلم‌های پورنوگرافی سال دریافت کرده‌اند. با این حال، این نوع رویدادها عملاً غیررسمی بوده و ادعاهای رکوردشکنی اغلب گمراه‌کننده و جعلی می‌باشند. جاسمین سنت کلر «رکورد» خود را که ظاهراً با ۳۰۰ مرد در بزرگ‌ترین گنگ بنگ جهان ۲ به ثبت رسانده، به عنوان «یکی از بزرگ‌ترین معایب کسب‌وکار پورنو» توصیف کرد و اعلام کرد فقط حدود ۳۰ مرد که «به صورت استراتژیک قرار گرفته و فیلمبرداری شده‌اند» در این فیلم حضور داشته و تنها ده نفر از آنها در واقع قادر به اجرای آمیزش جنسی در مقابل دوربین بودند.